# Cebriorhipis striatulus
Cebriorhipis striatulus là một loài bọ cánh cứng trong họ Cebrionidae. Loài này được Bourgeois miêu tả khoa học năm 1896.